# Carl August Wiencke

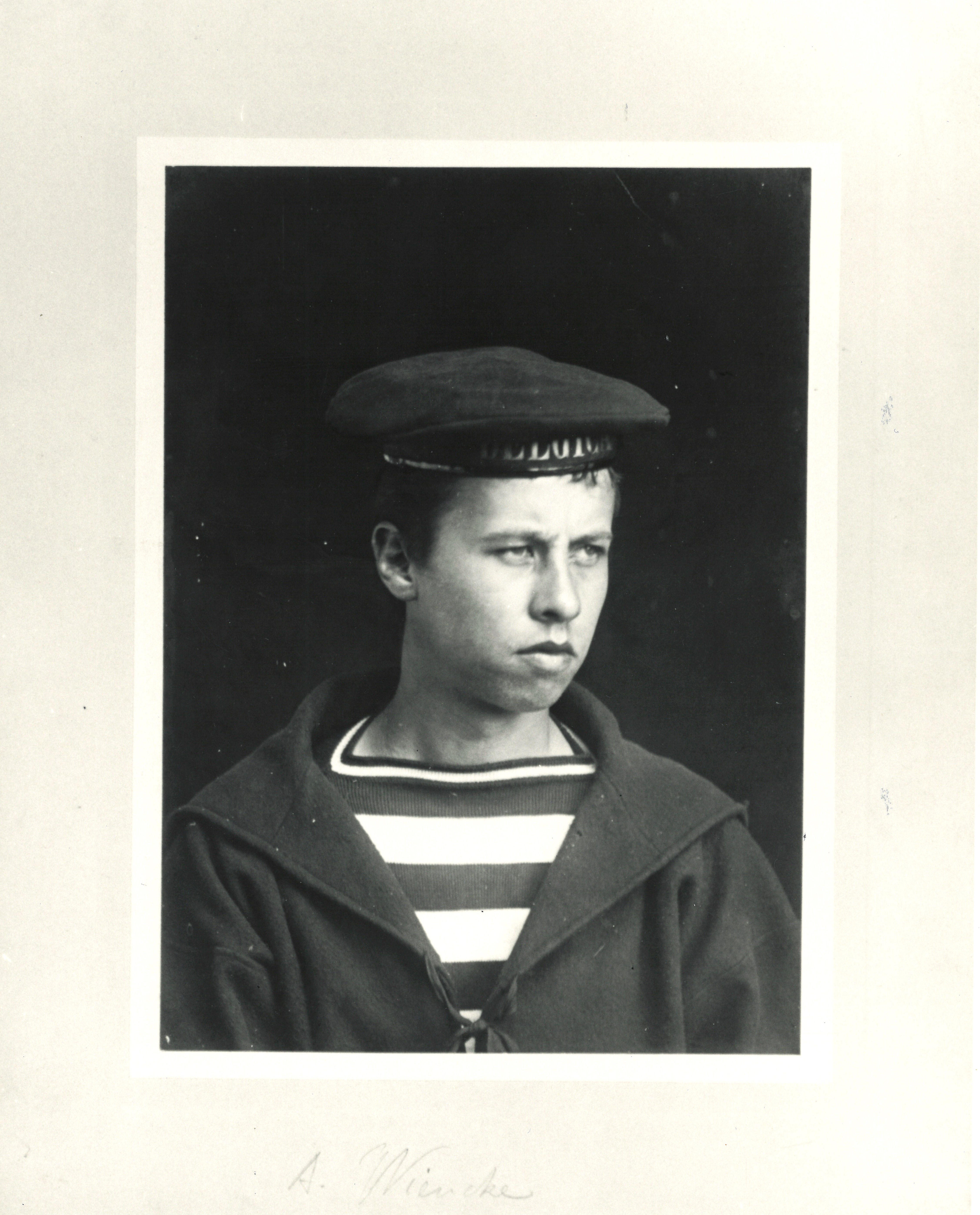
Portret van Carl August Wiencke

Carl August Wiencke (Kristiania (Oslo), 22 augustus 1877 - 22 januari 1898) was een Noors ontdekkingsreiziger. Hij nam deel aan de Belgische Antarctische expeditie van 1897-1899 onder leiding van Adrien de Gerlache.

## Belgische Antarctische expeditie
Toen Adrien de Gerlache in Noorwegen verbleef om er voorbereidingen te treffen voor zijn expeditie naar Antarctica, trok hij er de aandacht van Carl August Wiencke. De Noor wilde graag deelnemen aan de expeditie, maar moest van de Gerlache eerst nog ervaring op zee opdoen en leren werken met blik om metalen dozen te kunnen maken voor het wetenschappelijke werk aan boord van de Belgica. De jonge Noor werd uiteindelijk aangenomen als lichtmatroos.
Op 16 augustus 1897 vertrok de expeditie te Antwerpen. Wiencke informeerde het thuisfront daarna aan de hand van verschillende brieven en beschreef zijn reis in zijn dagboek. 
De andere bemanningsleden waren steeds vol lof over de Noorse matroos, zo schreef Roald Amundsen dat Wiencke steeds vriendelijk, vrolijk, goed gemanierd en loyaal was. In Punta Arenas, waar de expeditie verbleef van 1 tot 14 december 1897, kreeg Wiencke de rang van volmatroos.
Op 22 januari 1898 kwam de Belgica in een zware storm terecht. Door de hevige regenval raakte het kolenstof gemengd met water en verstopte het de spuigaten. Wiencke kreeg samen met Johansen de opdracht om de spuigaten vrij te maken. Wiencke kende echter de slechte gewoonte om zich over boord te wagen zonder touw rond zijn midden, en ook deze keer kroop hij over de afsluiting van het schip zonder zich vast te maken. Net op dat moment sloeg er een hoge golf in op het schip, die Wiencke met zich mee de zee in trok. De jonge matroos kon nog net de loglijn achter het schip grijpen en die enkele malen rond zijn arm wikkelen. Frederick Cook probeerde het touw in te trekken om Wiencke dichter bij het schip te krijgen. Met gevaar voor eigen leven bond Georges Lecointe een touw rond zijn middel en sprong de zee in om Wiencke te redden. Lecointe kon Wiencke net beetgrijpen, maar de kracht van de zee zorgde ervoor dat hij de matroos snel weer moest loslaten. Uiteindelijk loste ook Wiencke de lijn, waarna hij verdronk.

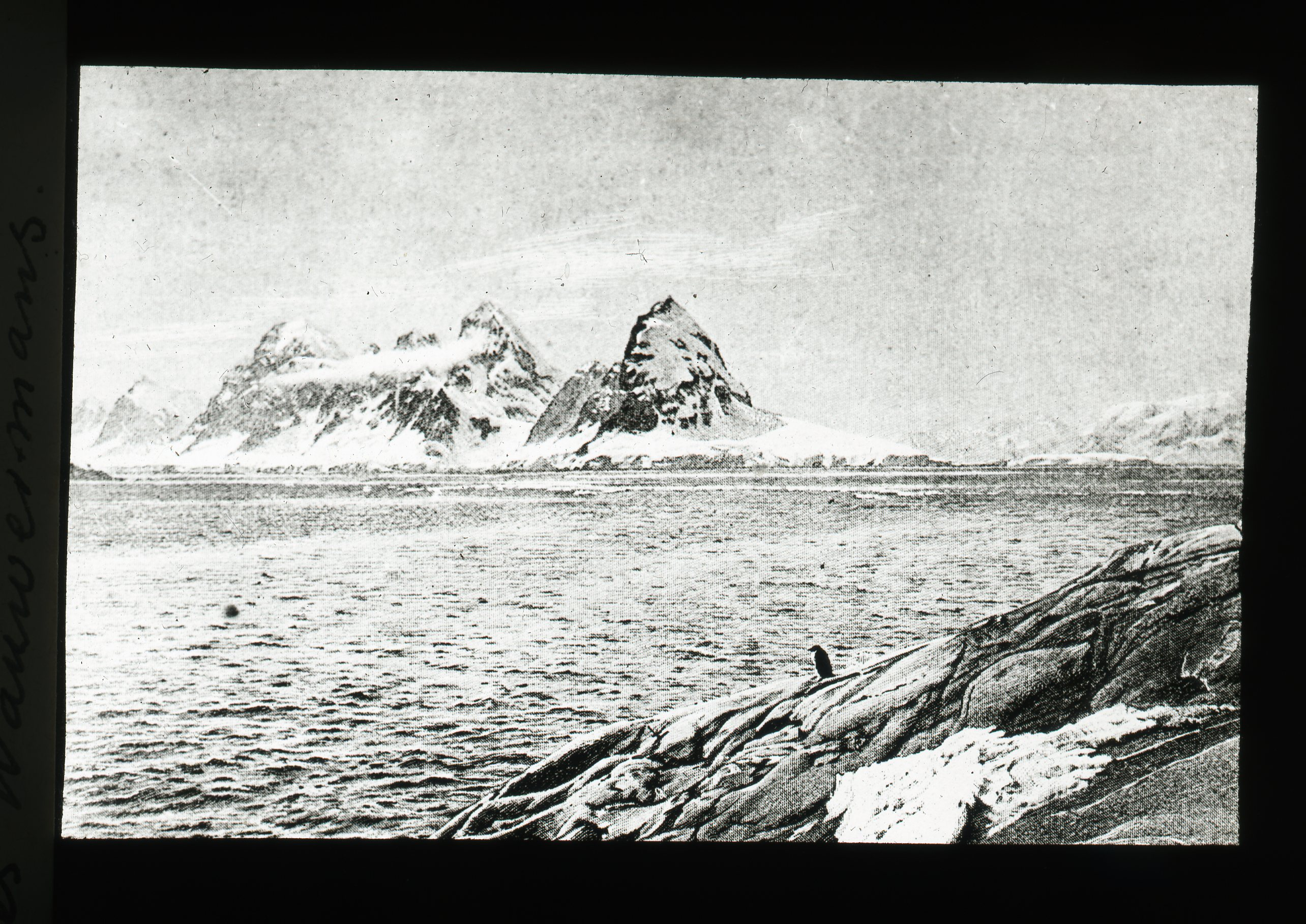
Wiencke Eiland, foto die genomen werd tijdens de Belgische Antarctische expeditie

Als eerbetoon werd door de overige bemanningsleden een eiland naar de verdronken matroos genoemd, Wiencke-eiland in de Palmerarchipel.